# 13 (альбом Blur)
| Совокупная оценка    | Совокупная оценка |
| Источник             | Оценка            |
| -------------------- | ----------------- |
| Metacritic           | (79/100)          |
| Оценки критиков      |                   |
| Источник             | Оценка            |
| Allmusic             | [ 6 ]             |
| Entertainment Weekly | B+                |
| NME                  | [ 8 ]             |
| PopMatters           | [ 9 ]             |
| Pitchfork Media      | (9.1/10)          |
| Robert Christgau     | [ 11 ]            |
| Q                    | [ 2 ]             |
| Rolling Stone        | [ 12 ]            |

13 — шестой альбом британской альтернативной рок-группы Blur, выпущенный в 1999 году. Альбом занял первое место в чарте Великобритании и 80-е место в США в Billboard 200. Композиции «Tender», «Coffee & TV» и «No Distance Left to Run» были выпущены в качестве синглов. Для обложки был взят фрагмент картины гитариста группы Грэма Коксона под названием «Apprentice».

## История записи
Работа над альбомом началась в 1998 году в личной студии Албарна, имя которой было взято в качестве названия альбома. Группа изначально не имела продюсера, отказавшись от Стивена Стрита, продюсировавшего предыдущие альбомы группы. Отказ от услуг, по словам музыкантов, был продиктован тем, что группа взяла всё, чему мог научить их Стивен. Несколько песен, записанных совместно с Уильямом Орбитом, который делал ремиксы на песни Blur для сборника Bustin’ + Dronin’, понравились музыкантам, и было решено продолжать совместное творчество.
Уильям был по достоинству оценен группой за невероятное трудолюбие: он записывал буквально каждый звук, извлеченный Blur, а после этого часами работал над невероятным количеством записей. Также был осуществлен новый подход к записи. Ранее подавляющее количество материала группы записывалось на студии совместно в несколько сессий. Теперь каждый участник записывался отдельно под метроном или уже под записанную ранее другими участниками фонограмму.

## Стиль альбома
Альбом отличается от предыдущих работ прежде всего своим экспериментальным электронным звучанием. В стилистическом плане был отход от характерного брит-попа и расширение палитры группы, обращение к соулу и блюзу. Весь альбом пронизан темой любовного расставания из-за распада союза Албарна с вокалисткой группы Elastica — Джастин Фришманн. С этим связан несвойственный для Blur депрессивный характер музыки. Смысловая составляющая песен претерпела сильные изменения: если ранее тексты Албарна были более абстрактными и обобщенными, то в 13 песни исполняются от первого лица и затрагивают личные переживания музыканта.

## Отзывы критиков
Несмотря на экспериментальное звучание альбома, он был положительно встречен критиками. На сайте «Metacritic» 13 получил 79 баллов. Персонаж «Милки» из видеоклипа на песню «Coffee & TV» стал настоящим символом группы. Клип получил активную ротацию на музыкальных каналах современного рока в США.
В 1999 году альбом был номинирован на премию «Mercury Prize» и получил множество наград. Многие музыкальные критики определили 13 в списки лучших альбомов 90-х годов.
| Журнал          | Страна         | Категория                                             | Год  | Место |
| --------------- | -------------- | ----------------------------------------------------- | ---- | ----- |
| Village Voice   | США            | Альбомы года                                          | 1999 | 45    |
| Pitchfork Media | США            | Альбомы года                                          | 1999 | 10    |
| Pitchfork Media | США            | Лучшие альбомы 90-х                                   | 1999 | 82    |
| Metal Hammer    | Великобритания | 200 лучших альбомов 90-х                              | 2006 | *     |
| Melody Maker    | Великобритания | Альбомы года                                          | 1999 | 2     |
| NME             | Великобритания | Альбомы года                                          | 1999 | 19    |
| Q               | Великобритания | Альбомы года                                          | 1999 | *     |
| Q               | Великобритания | 250 лучших альбомов по версии журнала «Q» (1986—2011) | 2011 | 98    |
| Mojo            | Великобритания | Альбомы года                                          | 1999 | 22    |
| Select          | Великобритания | Альбомы года                                          | 1999 | 11    |
| Rolling Stone   | Германия       | Альбомы года                                          | 1999 | 3     |
| Eye Weekly      | Канада         | Альбомы года                                          | 1999 | 19    |

## Список композиций
Все композиции написаны Деймоном Албарном, за исключением «Coffee & TV» (Грэм Коксон), а также «Optigan 1» (Албарн / Коксон).
1. «Tender» - 7:40
2. «Bugman» - 4:47
3. «Coffee & TV» - 5:58
4. «Swamp Song» - 4:36
5. «1992» - 5:28
6. «B.L.U.R.E.M.I.» - 2:53
7. «Battle» - 7:42
8. «Mellow Song» - 3:56
9. «Trailerpark» - 4:26
10. «Caramel» - 7:38
11. «Trimm Trabb» - 5:37
12. «No Distance Left to Run» - 3:28
13. «Optigan 1» - 2:33
14. «I Got Law» (Demo) (Японский бонус-трек)

## Участники записи
1. Деймон Албарн — вокал, фортепиано, клавишные, акустическая гитара
2. Грэм Коксон — электрифицированные и акустические гитары, банджо, саксофон, бэк-вокал
3. Алекс Джеймс — бас-гитара, бэк-вокал
4. Дейв Раунтри — ударные, перкуссия

## Продюсирование
Все треки спродюсированы Ульямом Орбитом, за исключением «Trailerpark»,
спродюсированного Blur, и «I Got Law» (демо-версия), спродюсированного Деймоном Албарном.

## Дополнительные факты
- Композиция «Trailerpark» изначально была предназначена для альбома Chef Aid: The South Park Album, но была отвергнута Риком Рубином.
- Композиция «1992» изначально существовала как демо, записанное в 1992 году и утерянное, пока Деймон не нашёл его у себя в записях на кассете, спустя шесть лет.
- «Mellow Song» является демо-версией студийной сессии «Mellow Jam» для би-сайда сингла «Tender».
- Альбом содержит несколько коротких скрытых треков в конце композиций. Примерами являются «Coffee & TV», «B.L.U.R.E.M.I.», «Battle» и «Caramel».
- Японский бонус-трек «I Got Law» был представлен на сингле «Tomorrow Comes Today» от Gorillaz.
- Композиция «Bugman» является саундтреком программы «Игронавты» на телеканале QTV.